# 瑞安建業
瑞安建業有限公司（英文：SOCAM Development Limited，前稱Shui On Construction and Materials Limited，港交所：983）是瑞安集團旗下的專門房地產發展商，於1997年2月在香港聯合交易所上市，業務專注於中國大陸發展特殊房產項目及知識型社區。

## 歷史
鷹君集團創辦人羅鷹石的四子羅康瑞年幼時被送到澳洲留學，回港後在父親公司上班，因兩年仍未有加薪，年少氣盛下在1971年由父親借出10萬元創辦了瑞安集團，經營房地產、建築及建材的業務。
1997年，集團之建築及建築材料業務重組為瑞安建業有限公司（「瑞安建業」） ，並於同年2月在香港聯合交易所上市。
瑞安建業於過去數年推行企業轉型，從一家建築及建材公司發展成為中國大陸專門房地產市場的發展商。公司在項目管理、建築及投資整合方面擁有專業知識和豐富經驗，於中國內地成功開發多個高端房地產項目，足跡遍及中國內地多個主要城市。
在房地產業務以外，瑞安建業亦於中國大陸、香港及澳門經營建築及水泥業務。2015年，瑞安建業以25.53億港元向拉法基出售拉法基瑞安水泥的45%股權。2016年，瑞安建業向碧桂園出售南京江南水泥35%股權。

## 主要房地產項目
- 香港 - 九龍灣麗晶花園
- 香港 - 大埔大埔廣場
- 香港 - 將軍澳寶盈花園
- 上海 - 21世紀中心大厦（已售）
- 上海 - 翠湖天地御苑18號樓
- 上海 - 新天地
- 北京 - 瑞安‧君匯（已售）
- 重慶 - 創匯‧首座（已售）、重慶天地（已售，由萬科集團續建）
- 廣州 - 瑞安‧創逸（售罄）
- 佛山 - 嶺南天地
- 成都 - 成都東方家園
- 瀋陽 - 瀋陽項目一（售罄）、二期（已售）
- 南京 - 瑞安翠湖山（在建）

## 曾經營石礦場
- 女婆山石礦場（1980年代接手，1995年關閉）
- 南丫石礦場（1981年接手，2002年關閉）

## 主要建築工程項目

### 公營房屋
- 南山邨一期（由瑞安承建前身-亨利建築承建）
- 興田邨（藍田邨擴展二期）
- 恒安邨一及三期
- 良景邨二期
- 長安邨二期
- 太和邨三期（寶雅苑興和及家和閣）
- 竹園北邨桃園樓（竹園邨六期）
- 油塘中心
- 黃大仙下邨八期A
- 華明邨二期
- 景林邨一及二期（包括浩明苑）
- 富亨邨二及四期
- 鳳德邨三期
- 天耀邨三期
- 天瑞邨一及三期
- 嘉福邨
- 高怡邨一期（高超道邨二期）
- 安蔭邨二期
- 蘇屋邨重建
- 朗晴邨
- 葵聯邨
- 尚德商場
- 富強苑D-F座
- 景盛苑A座
- 杏翠苑
- 富東邨及裕東苑（包括學校及商場）
- 天頌苑A-E座
- 錦泰苑H-N座及商場/停車場大樓
- 頌安邨一期及錦豐苑二及四期
- 鯉魚門道邨重建（鯉安苑）
- 油塘邨重建三及五期（油美苑及油翠苑）
- 寧峰苑
- 寶達邨（前曉琳苑喜琳、樂琳及信琳閣部分）
- 顯耀邨
- 白田邨重建三及六期
- 石排灣邨重建一期
- 清河邨三期
- 景泰苑
- 啟朗苑
- 石硤尾邨（第七型徙置大廈，重建第3、5、6、7期部分）
- 蝶翠苑
- 富山邨富暉樓
- 漁灣邨（全邨包括第七型徙置大廈，及加建之漁進樓）
- 安秀苑
- 彩石邨（除瑰寶樓外）
- 安樺苑及安柏苑
- 美田邨四期加建樓宇

### 政府宿舍
- 芬園已婚初級警務人員宿舍
- 秀茂坪紀律部隊宿舍
- 西區已婚警務人員宿舍

### 私人發展項目
- 愉景灣第一期
- 灣仔瑞安中心

### 政府及公共設施
- 望后石越南難民中心一期
- 白石羈留中心四期
- 赤柱污水處理廠排放管道
- 香港單車館
- 將軍澳市鎮公園
- 海關總部大樓
- 廉政公署總部大樓
- 北角政府合署
- 偵緝訓練中心
- 香港教育大學教學及行政大樓建築群
- 葵涌醫院第二期重建
- 西九龍法院大樓
- 渠務大樓

### 學校
- 香港演藝學院
- 潮州會館中學、馬鞍山信義學校及馬鞍山聖若瑟小學（綑綁於恆安邨1期合約內）
- 地利亞（閩僑）英文小學（綑綁於長安邨2期合約內）
- 香港紅卍字會大埔卍慈中學及培成小學重置校舍（綑綁於富亨邨4期合約內）
- 香港潮陽小學（綑綁於天耀邨3期合約內）
- 東華三院姚達之紀念小學（元朗）、圓玄學院妙法寺內明陳呂重德紀念中學重置校舍及香港中文大學校友會聯會張煊昌中學（綑綁於天瑞邨1及3期合約內）
- 宣道會台山陳元喜小學（綑綁於頌安邨1期合約內）
- 聖公會李兆強小學及藍田循道衛理小學重置校舍（平田邨3期合約）
- 寶安商會溫浩根小學、青松侯寶垣小學、香港教育工作者聯會黃楚標中學及保良局馬錦明夫人章馥仙中學（綑綁於富東邨3期合約內）
- 嗇色園主辦可譽中學暨可譽小學、明愛胡振中中學及港青基信書院
- 漢華中學
- 香港理工大學賽馬會創新樓

## 醜聞及爭議

### 食水含鉛
由瑞安建業負責承建的香港公屋葵聯邨，於2015年鬧出食水含鉛量超標的風波。

## 延伸閱讀
- . 星島頭條. 2023-07-28.
- . 明報加東網. 2024-07-23. 葵涌醫院二期重建地盤墮斃
- . The Witness 法庭線. 2025-04-03.
- . 明報新聞網. （原始内容存档于2025-07-02）.
- . 明報加東網. 2025-07-15.

## 外部連線
- 瑞安建業有限公司 （页面存档备份，存于）